# Märtha Adlerstråhle
Anna Märtha Vilhelmina Adlerstråhle z d. von Oelrich (ur. 16 czerwca 1868 w Torpie, zm. 4 stycznia 1956 w Sztokholmie) – szwedzka tenisistka.
W latach 1899 i 1901-1906 zwyciężała międzynarodowe mistrzostwa Szwecji (szw. internationella svenska mästerskapen) w grze pojedynczej. W 1906 została także mistrzynią Skandynawii w singlu.
W 1908 wystartowała w grze pojedynczej kobiet w hali na igrzyskach olimpijskich. W ćwierćfinale miała wolny los, dzięki czemu rozpoczęła rywalizację od półfinału, w którym przegrała z Brytyjką Alice Greene 1:6, 3:6. W meczu o trzecie miejsce pokonała rodaczkę Elsę Wallenberg 1:6, 6:3, 6:2 i wywalczyła brązowy medal. Był to pierwszy medal olimpijski w historii szwedzkiego tenisa. Adlerstråhle była najstarszym szwedzkim tenisistą na igrzyskach w 1908. Pierwsza w historii kobieta reprezentująca Szwecję na igrzyskach olimpijskich.
Reprezentowała kluby Kronprinsessans Hockeyklubb oraz KLTK.